# مساومة

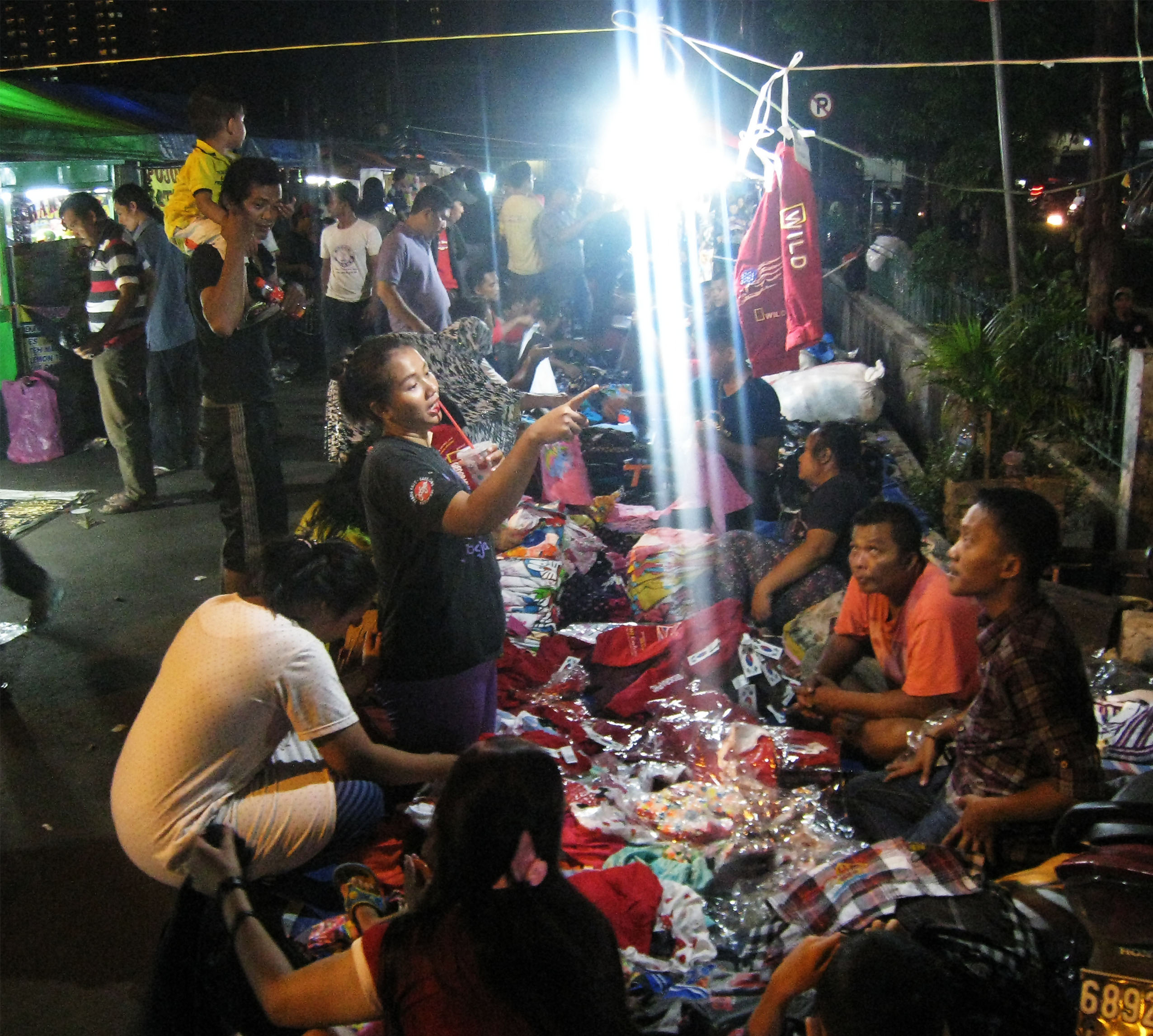
متسوقون وهم يساومون في أحد الأسواق الليلية في وسط جاكرتا.

المساومة هو نوع من التفاوض يقوم فيه بائع السلعة أو الخدمة ومشتريها بمناقشة سعر الصفقة وتفاصيلها. إذا أسفرت الصفقة عن اتفاق على الشروط، فتتم المعاملة. المساومة هي إستراتيجية تسعير بديلة للأسعار الثابتة. بشكل مثالي، إذا لم يتسبب فتح المجال أمام المساومة بأي كلفة إضافية على التاجر، فيمكنه استشفاف رغبة المشتري بالإنفاق. تسمح المساومة بالحصول على فائض استهلاكي أكبر لأنها تسمح بالتمييز في الأسعار بين الأشخاص، وهي عملية يستطيع البائع من خلالها فرض سعر أعلى على مشترٍ أكثر شغفًا (من خلال كونه أكثر ثراءً أو إلحاحًا أو أكثر حاجة). اختفت المساومة إلى حد كبير في أجزاء من العالم حيث تتجاوز تكلفة المساومة المكاسب التي يحصل عليها تجار التجزئة لمعظم سلعهم الشائعة. ومع ذلك، بالنسبة للبضائع باهظة الثمن التي تباع للمشترين غير المطلعين مثل السيارات، يمكن أن تظل المساومة رائجة.
تشير المحارجة إلى نفس العملية، وإن كانت تتم بطريقة سلبية مثيرة للشفقة.

## أين تتم المساومة
ليست كل المعاملات مفتوحة للمساومة. قد تحدد المعتقدات الدينية وعادات المنطقة ما إذا كان البائع مستعدًا للمساومة أم لا.

### الفروق المناطقية
في أمريكا الشمالية وأوروبا، تقتصر المساومة على السلع باهظة الثمن أو الفريدة من نوعها (مثل السيارات والتحف والمجوهرات والقطع الفنية والعقارات والمبيعات التجارية للشركات) إضافة إلى أماكن المبيع غير الرسمية مثل أسواق السلع المستعملة. في مناطق أخرى من العالم، قد تكون المساومة هي القاعدة، حتى بالنسبة للمعاملات التجارية الصغيرة.
في إندونيسيا وفي أماكن أخرى من آسيا، يتنافس السكان المحليون على السلع والخدمات في كل مكان، من الأسواق في الشوارع إلى الفنادق. حتى الأطفال يتعلمون المساومة منذ الصغر. يمكن أن تجعل المشاركة في هذا التقليد الأجانب يشعرون أنهم مقبولون من المجتمع هناك. من ناحية أخرى، في تايلاند مثلًا، يبدو أن المساومة أخف انتشارًا وحدة من البلدان الأخرى وذلك بسبب الثقافة التايلاندية، إذ يميل الناس هناك إلى التواضع وتجنب الجدالات قدر الإمكان. مع ذلك، فإن المساومة على أسعار المواد الغذائية مكروهة بشدة في جنوب شرق آسيا وتعتبر إهانة، لأن الطعام هناك يعتبر من الأساسيات التي لا يجب أن تعامل كباقي السلع.
في جميع المفاوضات التجارية المعقدة الكبيرة تقريبًا، يحدث قدر معين من المساومة. يتمثل أحد الأساليب «الغربية» المبسطة لتحديد وقت التفاوض، في تقسيم هذا التفاوض إلى مرحلتين: خلق القيمة والمطالبة بالقيمة. المطالبة بالقيمة هي عبارة أخرى للمساومة. تتعرض العديد من الثقافات للإهانة عندما ترى أن الجانب الآخر قد بدأ بالمساومة في وقت مبكر جدًا. عادةً ما تكون هذه الإهانة نتيجة لرغبة الطرف البائع بإنشاء قيمة لفترة أطول قبل الدخول في المساومات. على النقيض من ذلك، تثمّن الثقافة الصينية أخذ وقت أطول لبناء علاقة تجارية قبل البدء في خلق قيمة أو التفاوض على صفقة. عدم فهم متى تبدأ المساومة قد دمر الكثير من المفاوضات التجارية.
في المناطق التي تكون فيها المساومة على مستوى البيع بالتجزئة شائعة، يعتمد خيار المفاوضة غالبًا على وجود صاحب المتجر. من المحتمل أن تستخدم سلسلة المتاجر التي يديرها موظفون تسعيرًا ثابتًا أكثر مما يستخدمه المتجر المستقل الذي يديره مالكه أو أحد الموظفين الذين يثق بهم.
يمكن أيضًا استخدام أجواء المتجر للإشارة إلى ما إذا كانت المساومة مناسبة أم لا. على سبيل المثال، عادةً لا يسمح المتجر الذي ينشر أسعاره بوضوح بالمساومة، لكن ذلك قد يكون مسموحًا في الأكشاك. نفس الحالة تنطبق على سلسلات المتاجر والسوبرماركت.